# Melanchthonkirche (Alten)

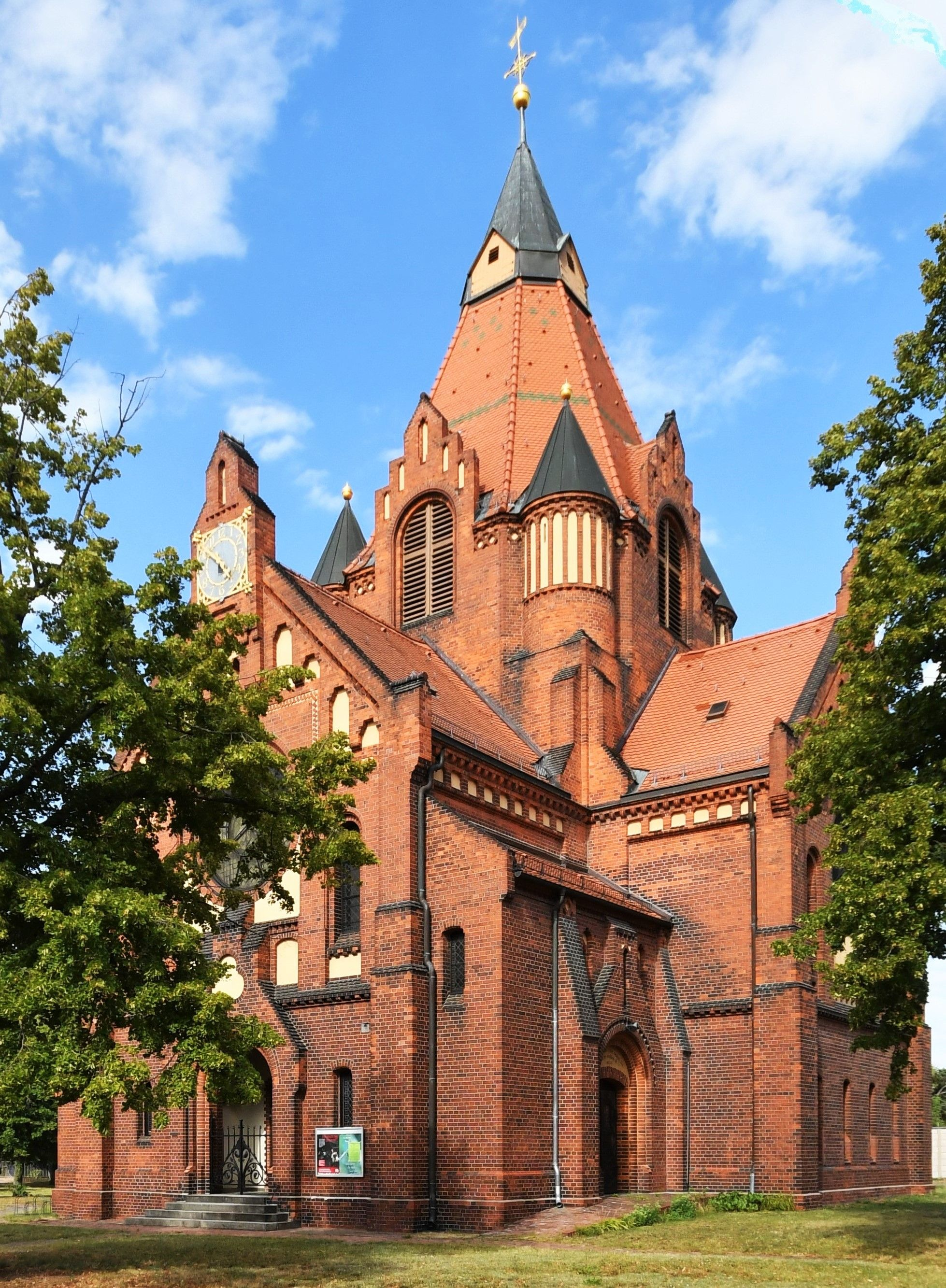
Melanchthonkirche Dessau-Alten, Foto von 2020

Die Melanchthonkirche ist die evangelische Kirche im Stadtteil Alten von Dessau-Roßlau in Sachsen-Anhalt. Das Gotteshaus steht mitten im Ort und ist mit dem 32 Meter hohen Kirchturm ortsbildprägend.

## Geschichte
Der Vorgängerbau wurde von Fürst Leopold I. am 29. Dezember 1743 eingeweiht. Es entstand ein ovaler, turmloser Bau – angeblich nach Entwürfen des Architekten Carlo Ignazio Pozzi (1766–1842). Dieses Bauwerk wurde vom Fürsten als Dank für die Genesung seiner Gemahlin gestiftet. 1843 erfolgte eine Restaurierung des Gotteshauses, um 1890 war die Kirche jedoch sehr baufällig und genügte den Ansprüchen der stetig wachsenden Ortsgemeinde nicht mehr, sodass ein Neubau im zeitgemäßen historistischen Stile erwogen wurde. 
Diese neuere Kirche, benannt nach Philipp Melanchthon, entstand nach Entwürfen von Dessaus Regierungsbaumeister Gustav Teichmüller (1862–1919) wohl mit Förderung Herzog Friedrichs I. und wurde 1898 vollendet. 
Die Melanchthonkirche wurde 1991 und 1992 umfassend saniert, die historische Substanz denkmalschutzgerecht restauriert. Zugleich hielten für die Anforderungen der Gegenwart neue Technik und Funktionalität Einzug: eine moderne Heizungs- und Glockenanlage wurde eingebaut sowie Glaswände errichtet, die einerseits den Eingangsbereich abtrennen und andererseits in den Seitenschiffen unter den Emporen zwei Gemeinderäume entstehen ließen.

## Architektur

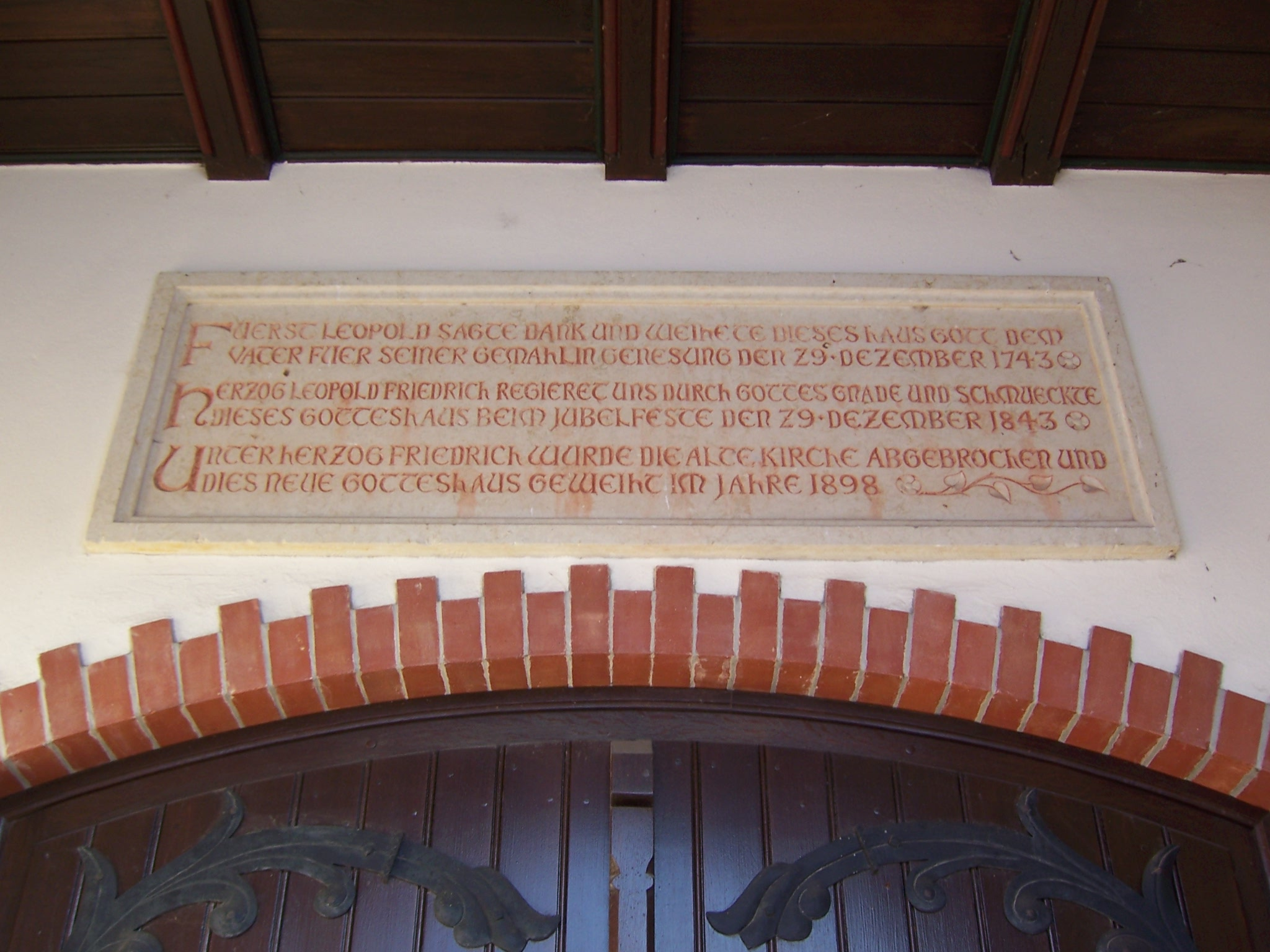
Historische Tafel über dem Haupteingang

Das Gotteshaus im neoromanischen Stil ist als roter Klinkerbau mit dem Grundriss eines Griechischen Kreuzes  gehalten. Blickfänger ist der 32 Meter hohe, octogonale Vierungsturm mit seinen drei Kirchenglocken. 
Bemerkenswert sind an der Außenseite der Melanchthonkirche die reichhaltige Gliederung und die mit Stufengiebeln überbauten, großen Rosettenfenster mit ihrer Ausrichtung in alle vier Himmelsrichtungen.
Im Altarraum findet sich eine Ausmalung im Nazarener Stil. Auch finden sich hier diverse Malereien biblischer Figuren als dem Alten und Neuen Testament, sowie biblische Symbole im Gewölbe. Über den Emporen-Trägern sind die für Anhalt wichtigen Personen der Reformation zu sehen: Martin Luther, Philipp Melanchthon und Fürst Fürst Georg I.

## Orgel
Auf der Orgelempore steht die von Wilhelm Rühlmann aus Zörbig erschaffene romantische Orgel mit 14 Registern, Pedal und zwei Manualen. Die Orgel ist das 199. Werk der Firma und wurde 1898 erbaut. Das Instrument steht hinter einer wirkungsvollen, fast zeitlos anmutenden Prospektfront als Freipfeifenprospekt und ist vollständig original erhalten. Die Trakturen sind pneumatisch, die Windladen sind als Kastenladen gebaut. Gegenwärtig harrt das Instrument seiner Sanierung.

## Geläut
Im Ersten Weltkrieg 1917 wurden die ursprünglichen Bronze-Kirchenglocken eingeschmolzen. 
1919 wurde die heutige große Glocke aus Eisenhartguss mit Nominal f′ von der Gießerei Ulrich & Weule gegossen. Ihre beiden Schwestern mit den Nominalen as′ und ces″ folgten 1920, sodass ein dreistimmiges Geläut entstand. 
Auch ein neuer Glockenstuhl wurde nebst neuen Jochen aus Gusseisen eingebaut. Dank dieser original gusseisernen Joche ist das Geläut eine Besonderheit. Heute werden die Glocken elektrisch durch Vocotronic-Maschinen angetrieben und besitzen Gegengewichtsklöppel.

## Kirchengemeinde
Der Zuständigkeitsbereich der Melanchthongemeinde umfasste im westlichen Teil Dessaus die Gegend zwischen Städtischem Klinikum und Junkerspark sowie den Plattenbausiedlungen Zoberberg und Schaftrift, sie hatte rund 500 Mitglieder.